# Tratado de Belgrado
El Tratado de Belgrado fue sellado el 18 de septiembre de 1739, en Belgrado, Serbia, entre el Imperio otomano y el Imperio Habsburgo. Terminó con las hostilidades de dos años de la guerra austro-turca (1737-39), en la cual los Habsburgo se unieron al Imperio ruso que desde 1735 estaba en guerra contra los otomanos.
Por el Tratado de Belgrado, los Habsburgo cedieron parte de los territorios ganados en el Tratado de Passarowitz de 1718: el norte de Serbia con Belgrado, que fue cedido a los otomanos y unido al sanjacado de Smederevo, y Oltenia, que fue cedida a Valaquia (una entidad vasalla del Imperio otomano). La línea de demarcación se fijó entre los ríos Sava (de la confluencia de este con el Una hasta Belgrado) y Danubio (de Belgrado hasta Orsova).
Austria forzó a Rusia a aceptar la paz con los turcos con el Tratado de Niš (firmado en Niš, 1739). Permitió al Imperio ruso construir un puerto en Azov.